# Siergiej Wojciechowski (generał)
Siergiej Nikołajewicz Wojciechowski (ros. Сергей Николаевич Войцеховский; ur. 4 października?/16 października 1883 w Witebsku, zm. 7 kwietnia 1951 w obwodzie irkuckim) – rosyjski i czechosłowacki wojskowy polskiego pochodzenia. Oficer Armii Imperium Rosyjskiego, potem oddelegowany do Korpusu Czechosłowackiego w Rosji. Uczestnik rosyjskiej wojny domowej po stronie Białych. Generał armii Wojska Czechosłowackiego, po 1945 więzień stalinowskich łagrów. 

## Życiorys

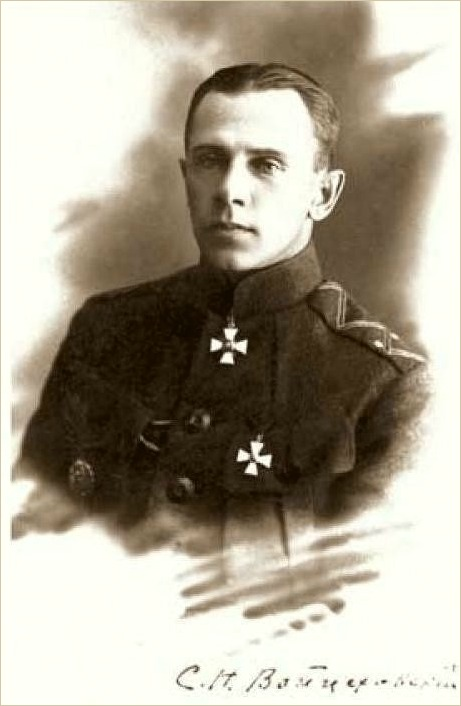
Siergiej Wojciechowski w 1920, zdjęcie wykonane w okresie służby w antybolszewickich oddziałach Piotra Wrangla na Krymie

Syn Nikołaja Karlowicza Wojciechowskiego (1857–1920), generała majora armii rosyjskiej, z pochodzenia Polaka. 
Ukończył liceum w Wielkich Łukach w 1902, następnie Konstantynowską Szkołę Artylerii (1904) i Nikołajewską Akademię Sztabu Generalnego w 1912. Do czasu wstąpienia do Akademii Sztabu Generalnego pełnił służbę oficera zawodowego w różnych jednostkach artyleryjskich. Nie brał wówczas udziału w działaniach bojowych. Po 1912 r. wykładał taktykę w Aleksandrowskiej Szkole Wojskowej, będąc jednocześnie oficerem 1 Brygady Grenadierów, do 1914 służył także w sztabie Moskiewskiego Okręgu Wojskowego, był dowódcą kompanii w pułku piechoty oraz słuchaczem i absolwentem szkoły pilotów. 

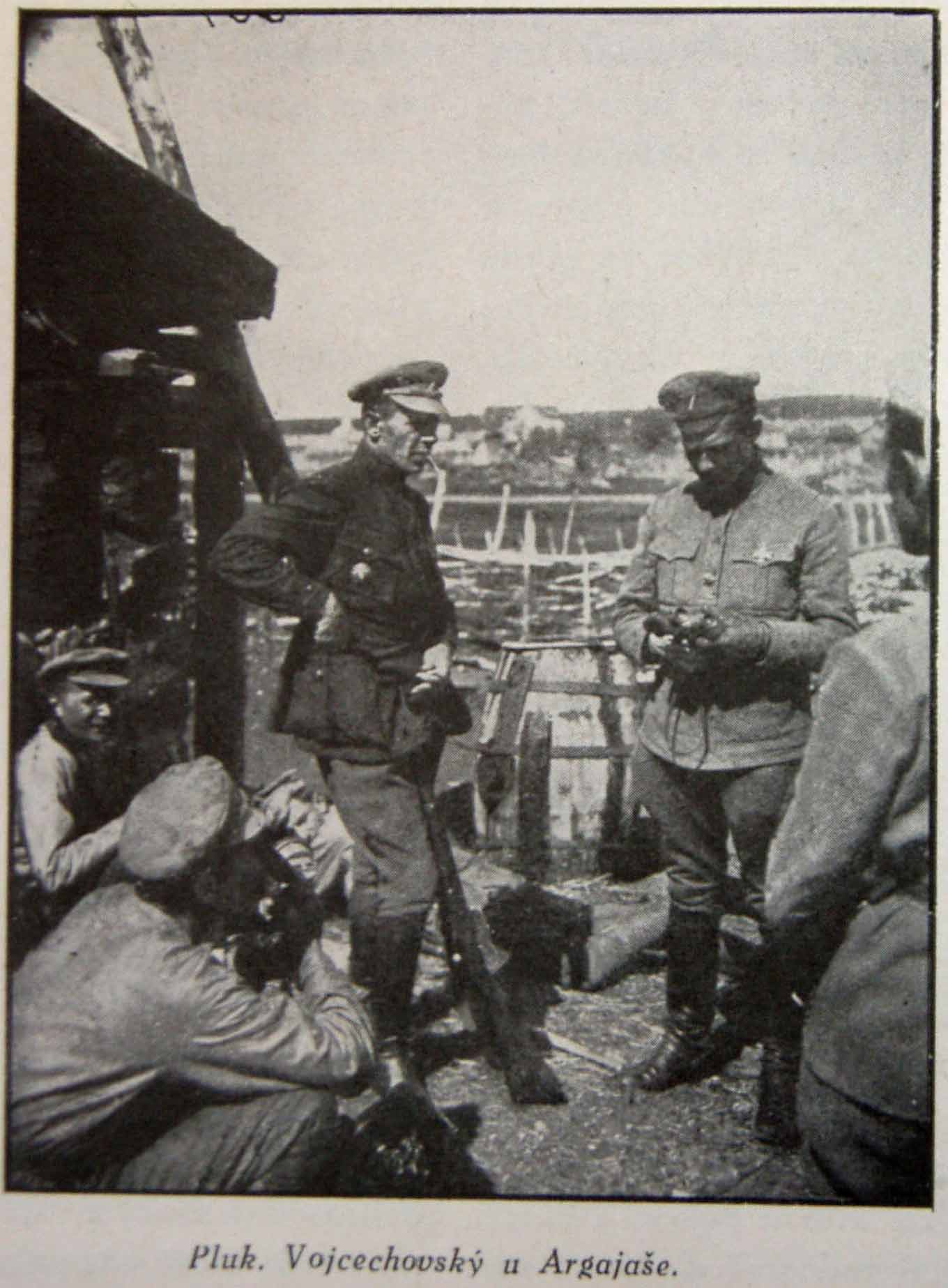
Pułkownik Wojciechowski wraz z żołnierzami w Argajaszu w 1918

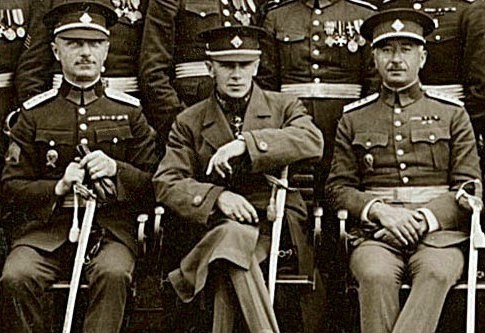
Siergiej Wojciechowski (w środku) na spotkaniu weteranów Korpusu Czechosłowackiego w 1927

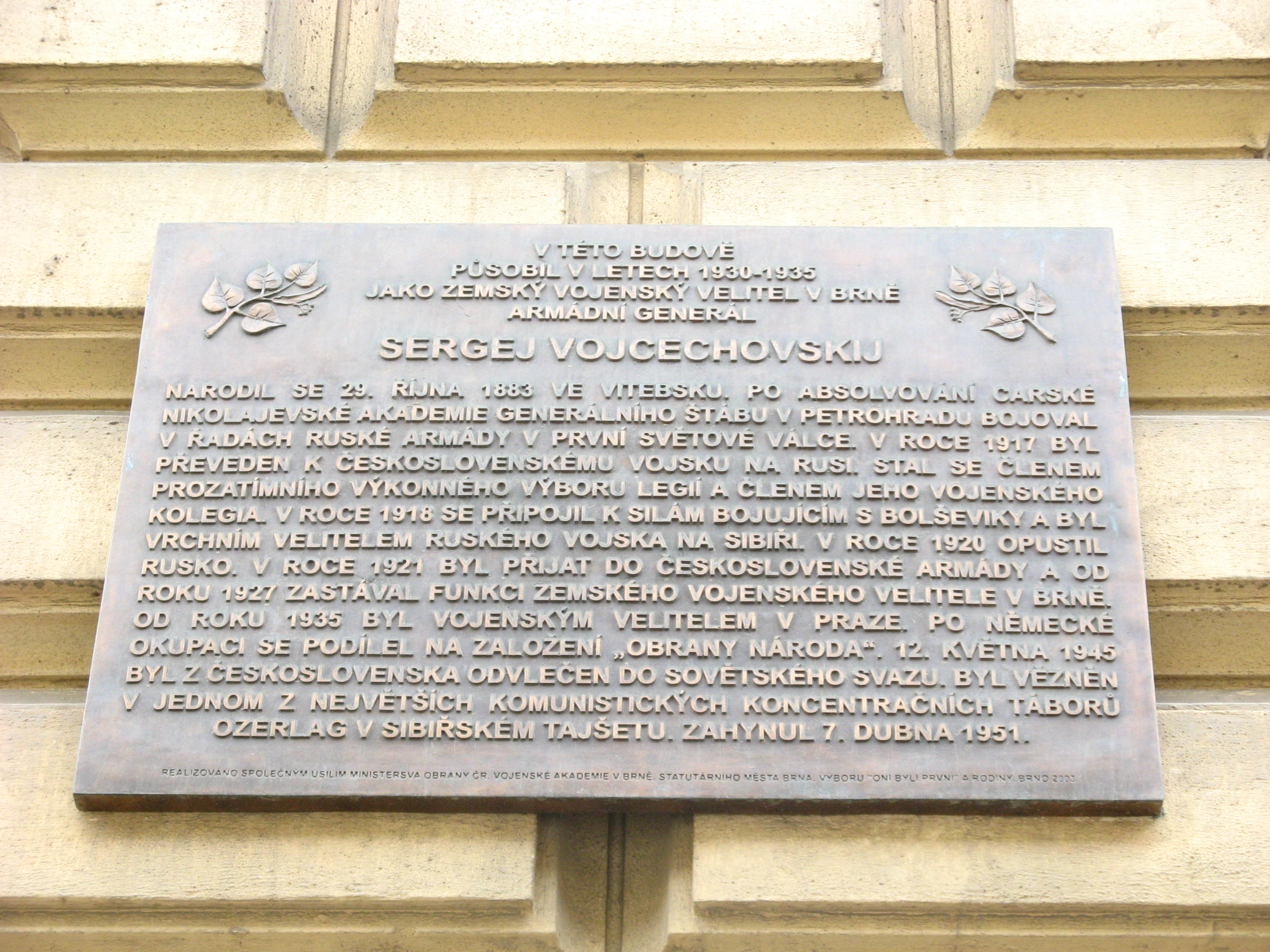
Tablica pamiątkowa ku czci generała Siergieja Wojciechowskiego w Brnie, odsłonięta w 2003

Na początku I wojny światowej został awansowany na kapitana, walczył jako oficer sztabowy na frontach w Karpatach i w Kotlinie Dniepru. W 1916 mianowany podpułkownikiem. W 1917 został szefem sztabu 1 Dywizji Czechosłowackiej w ramach armii rosyjskiej. Od początku 1918 służył jako wyższy oficer w Korpusie Czechosłowackim, najpierw jako podpułkownik, w czerwcu 1918 awansowany na pułkownika, a w październiku tegoż roku na generała majora sił czechosłowackich. Jednostki czeskie pod jego dowództwem odniosły szereg istotnych militarnych sukcesów nad Armią Czerwoną na froncie w rejonie Uralu, Powołża i zachodniej Syberii. W czasie konfliktu między dowództwem Korpusu a admirałem Kołczakiem opowiedział się za tym ostatnim, co spowodowało jego odejście z armii czechosłowackiej i przejście pod dowództwo Kołczaka w marcu 1919 jako dowódcy korpusu, a od października 1919 dowódcy armii. Odniósł kolejne zwycięstwa nad bolszewikami w rejonie Ufy. W czasie cofania się armii Kołczaka przez Syberię, wraz z generałem Kappelem szedł w straży tylnej, odnosząc kolejne poważne zwycięstwa, które jednak nie mogły zatrzymać ofensywy bolszewickiej. Jako zastępca generała Kappela uczestniczył w wyrwaniu się z okrążenia siłami bolszewickimi pod Krasnojarskiem i następnie w Wielkim Syberyjskim Marszu Lodowym, którego był dowódcą po śmierci Kappela 25 stycznia 1920. 30 stycznia rozbił wojska bolszewickie pod Irkuckiem i przygotował atak na to miasto. Jednak na skutek wiadomości o rozstrzelaniu admirała Kołczaka, a także wycieńczenia swojej armii, ominął Irkuck i podążył na wschód. W maju 1920 delegowany do armii generała Wrangla na Krymie, skąd ewakuował się wraz z resztkami tej armii do Turcji, później samodzielnie wyjechał do Czechosłowacji.
Od maja 1921 był generałem armii czechosłowackiej, dowódcą brygady, a później dywizji, następnie zajmował sztabowe funkcje w dowództwie armii w Pradze. Pod koniec 1929 został awansowany na stopień generała armii. 
Jesienią 1938 dowodził, utworzoną w wyniku powszechnej mobilizacji, czechosłowacką 1 Armią. Był wówczas zwolennikiem stawienia zbrojnego oporu wojskom niemieckim. Krytykował politykę prowadzoną przez prezydenta Edvarda Beneša i proponował dokonanie wojskowego zamachu stanu. Swoją propozycją podzielił się z wojskowymi o podobnych do niego poglądach, m.in. generałem Lvem Prchalą. Przeciwny planom puczu był ówczesny szef Sztabu Generalnego Armii Czechosłowackiej gen. Ludvík Krejčí.  
Za stanowisko prezentowane podczas kryzysu monachijskiego Siergiej Wojciechowski został wydalony ze służby wojskowej. Po rozpoczęciu okupacji Czech przez Niemców i utworzeniu marionetkowego Protektoratu Czech i Moraw zaangażował się w działalność konspiracyjnej czeskiej organizacji Obrona Narodu. Od 1939 do 1943 działał również w Rosyjskim Związku Ogólnowojskowym. W podziemnym rządzie czechosłowackim pełnił funkcję ministra wojny. Mieszkał w Pradze i znajdował się pod specjalnym nadzorem Gestapo. Wedle niepotwierdzonych źródłami, ale przekazywanych przez wnuka Wojciechowskiego informacji, w okresie II wojny światowej generała miała odwiedzić wysoka rangą niemiecka delegacja. Miano mu zaoferować dowodzenie Rosyjską Armią Wyzwoleńczą (w miejsce gen. Andrieja Własowa). Na niemieckie oferty Wojciechowski miał powiedzieć, że choć nie uznaje Związku Radzieckiego i nienawidzi systemu komunistycznego, nie będzie walczył z rosyjskimi żołnierzami.  
12 maja 1945 został aresztowany przez funkcjonariuszy radzieckiego kontrwywiadu Smiersz. Trafił do więzienia Butyrki w Moskwie. 15 września 1945 został skazany przez Kolegium Specjalne NKWD na karę 10 lat pozbawienia wolności. Od marca 1946 przebywał w łagrach na Syberii. Zmarł w obozie pracy w obwodzie irkuckim, z powodu gruźlicy. Pochowany został na terenie cmentarza obozowego.

## Pamięć
W 1949 rząd Republiki Czechosłowackiej odebrał mu stopień wojskowy. Do 1989 w oficjalnej historiografii czechosłowackiej był przedstawiany jako kontrrewolucjonista.
5 czerwca 1996 prokuratura wojskowa Federacji Rosyjskiej oficjalnie zrehabilitowała go.

## Ordery i odznaczenia
Za swą służbę otrzymał odznaczenia:
rosyjskie
- Order Świętego Jerzego III klasy (1919)
- Order Świętego Jerzego IV klasy (1919)
- Order Świętego Włodzimierza III klasy z mieczami (1919)
- Order Świętego Włodzimierza IV klasy z mieczami i kokardą (1916)
- Order Świętej Anny (trzykrotnie)
- Order Świętego Stanisława (dwukrotnie)
- Order „Wielkiego Syberyjskiego Marszu Lodowego” I klasy (1920)
- Medal „Pamięci wojny rosyjsko-japońskiej” (1906)
- Medal Pamiątkowy Wojny Ojczystej (1912)
- Medal pamiątkowy 300-lecia Domu Romanowych (1913)

zagraniczne
- Order Sokoła (Czechosłowacja, 1919)
- Krzyż Wojenny Czechosłowacki (1914–1918) (1919)
- Czechosłowacki Medal Rewolucyjny (1919)
- Order Lwa Białego (pośmiertnie, Republika Czeska, 1997)[8]
- Medal Zwycięstwa
- Komandor Legii Honorowej (Francja, 1929)
- Oficer Legii Honorowej (Francja, 1926)
- Krzyż Wielki Orderu Gwiazdy Rumunii (Królestwo Rumunii, 1937)
- Order Korony Jugosłowiańskiej (Królestwo Jugosławii, 1937)
- Krzyż Wielki Orderu Świętego Sawy (Królestwo Jugosławii, 1930)
- Wielki Oficer Orderu Świętego Sawy (Królestwo Jugosławii, 1929)

## Upamiętnienie
- W 2003 w Brnie odsłonięto dedykowaną mu tablicę pamiątkową.
- Inna tablica poświęcona pamięci generałowi jest umieszczona w Pradze[9]. Została odsłonięta 12 maja 2017, w rocznicę aresztowania Wojciechowskiego przez funkcjonariuszy służb radzieckich[10].
- W rosyjskim filmie historycznym Admirał (2008) w rolę generała Wojciechowskiego wcielił się aktor Igor Sawoczkin[11].
- W czeskim serialu historycznym České století (2013–2014) w Siergieja Wojciechowskiego wcielił się Martin Stránský.